# Druskininkai
Druskininkai (poloneză Druskieniki) este un oraș în județul Alytus, Lituania, situat în apropiere de colțul celor trei frontiere, (granița statului cu Polonia și Belarus), pe valea râului Neman.
Funcția de bază a orașului este cea de servicii - Druskininkai este o cunoscută stațiune balneoclimaterică.  